# Jessica Hull
Jessica Hull, född 22 oktober 1996, är en australisk friidrottare som tävlar i medeldistanslöpning. Hon deltog vid olympiska sommarspelen 2020. Vid OS 2024 tog hon silver på 1 500 meter.